# Iter-pisha
Iter-pisha (fl. XIX secolo a.C.) è stato un sovrano amorreo dell'età paleo-babilonese.

## Biografia
Iter-Pisha (anche Ῑter-pîša), scritto in cuneiforme: i-te-er-pi/pi4-ša, che significa Il suo comando è andare oltre, durante il periodo antico babilonese, rimase in carica negli anni, che vanno da circa il 1769 a. C. a circa il 1767 a. C., secondo la cronologia bassa o da circa il 1833 a. C. a circa il 1831 a. C., secondo la cronologia media. È stato il dodicesimo re della Prima dinastia di Isin. Regnò quattro anni secondo la Lista reale sumerica, che si riferisce a lui, come "il divino Iter-Pisha".
La lista dei re di Ur e Isin, che fu redatta durante il quarto anno del regno di Damiq-ilishu, indica la durata del suo regno, in soli tre anni.
È stato un contemporaneo di Warad-Sin (ca. 1770 a. C. al 1758 a. C.), tredicesimo re di Larsa, il cui fratello e successore, Rim-Sin I avrebbe poi rovesciato la dinastia di Isin, mettendo fine alla rivalità tra le due città, circa 40 anni più tardi.
Egli è conosciuto unicamente per il suo inserimento nelle liste dei re e nulla si sa del periodo del suo governo.
È nota solo una lettera che Iter-Pisha aveva dedicato ad una divinità. Questo reperto è stato ritrovato in una scuola di scribi: la cosiddetta "Casa F", a Nippur, durante la stagione di scavi, avvenuta nel biennio 1951-1952. La scuola era ancora operante nel 1740 a. C., all'inizio del regno di re Samsu-iluna, settimo re della prima dinastia babilonese.
La lettera, per la sua originalità e la sua poesia, è stata inserita nella collezione de Les Belles Lettres.

## Reperti archeologici
1. ↑  Collezione Schøyen, MS 1686
2. ↑  Sumerian King List extant in 16 copies, Scheda Archiviato il 30 luglio 2016 in Internet Archive. su livius.org.
3. ↑  Ur-Isin King List tablet MS 1686.
4. ↑  MS 2287 in the Schøyen Collection.

## Iscrizioni cuneiformi
1. ↑  di.te.er.pi4.ša mu 4 i.ak.